# Bernard Morteyrol
 (août 2022).
Il peut être nécessaire de l'améliorer pour respecter le principe de neutralité de point de vue. Veuillez consulter la page de discussion pour plus de détails.

 (août 2022).
 (mars 2012).
Si vous disposez d'ouvrages ou d'articles de référence ou si vous connaissez des sites web de qualité traitant du thème abordé ici, merci de compléter l'article en donnant les références utiles à sa vérifiabilité et en les liant à la section « Notes et références ».
 Bernard Morteyrol est un peintre français né le 27 septembre 1942 à Paris et mort le 20 novembre 2019 à Villecroze.
Il est président du Salon de la Jeune Peinture de 1974 et 1975.

## Peintures (séries)
- 1973-1974 : Réflexion
- 1977 : Portraits-Autoportraits
- 1980 : À la recherche de Dante
- 1987 : Totems et Trophées
- 2000 : Même que je me souviens de…
- 2001 : Série noire
- 2002 : Jazz
- 2008 : Splash
- 2009 : Black-Jazz
- 2011 : Dialogue avec mes pairs
- 2015 : Mon jazz à moi
- 2018 : Ecce Homo

### Expositions collectives
- 2010 : Exposition commune avec Gérard Le Cloarec[2], galerie Anne-Marie et Rolland Pallade, Lyon

## Publications
- Bénézit, t. 9, Paris, Éditions Gründ, 2006, 1368 p.